# 6215 Mehdia
6215 Mehdia este o planetă minoră (asteroid), cu un diametru de 13,314 km, din centura de asteroizi. A fost descoperită pe 7 martie 1973 la Observatorul din Hamburg de Luboš Kohoutek și a fost numită după Mehdya⁠(d). 
Obiectul prezintă o orbită caracterizată de o semiaxă mare de 2,7016592 UAi, o excentricitate de 0,07, o înclinație de 1,64379 ° în raport cu ecliptica.